# 미국 모범 형법전
미국 모범 형법전(Model Penal Code)은 미국법률협회(ALI)에 의해 정리된 모범 형법전이다. 1962년에 처음 발간되었으면 가장 최근 판은 1981년에 작성되었다. 형법전을 발간한 목적은 미국내 형법을 통일하고 개선하는 것을 주로 하고 있다. 형법전은 ALI에 의해 가장 좋은 내용의 법규를 모아 엮었다. 1962년 발간으로 인해 각 주의 형법개혁이 촉진되었고 미국의 형법의 통일이 가속화되는 효과가 있었다. 연방정부가 만든 미국 연방 형법전에 비해 미국 모범 형법전이 큰 비공식적 영향력을 가지고 있다. 그러나 실제로는 법적효력을 가지지는 않는다.

## 역사
미국의 형법전은 영미법이 아닌 대륙법의 영향하에 있던 루이지애나주에서 1826년 Edward Livingston에 의해 최초로 이루어졌다. David Dudley가 창안한 형법전은 뉴욕에서 1865년 주의회에 제출되었고 1881년 법으로 통과되었다. 미국 모범 형법전은 Livingston의 체계성과 Dudley의 실용주의를 결합하였다고 여겨진다. 모법 형법전 작성이 시작된 1951년의 미국 형법은 일관성과 체계가 극도로 결여된 상태였고 개혁이 필요한 상황이었다. 각 법분야마다 법을 요약 체계화한 법제록을 편찬하던 미국법률협회에서 형법의 경우 좀 더 강도높은 개혁이 필요하다고 여겨 법제록 대신 새로 형법전을 편찬하기로 하였다.

## 같이 보기
- 법제록
- 미국통일상법전